# 清心堂
清心堂是一所位于中国上海市黄浦区的基督教堂。它是美北长老会在上海建立的第一个教堂，原名为上海长老会第一会堂。1860年在南市陆家浜娄理仁牧师家中成立。后来相当长时期内，信徒主要是清心中学和清心女中的学生。1919年到1923年迁出清心书院，在大南门外的大佛厂（今大昌街）建成大教堂。教堂建筑外形如折扇，两翼伸展较长，当年参加礼拜的男、女学生可从大门两旁的露天扶梯分别进入两侧厢楼，分坐一厢。1958年成为南市区唯一保留的基督教新教教堂。1966年关闭，1979年重新开放。
清心堂列为第二批上海市优秀历史建筑。2014年，清心堂列为上海市文物保护单位。